# John J. Mescall

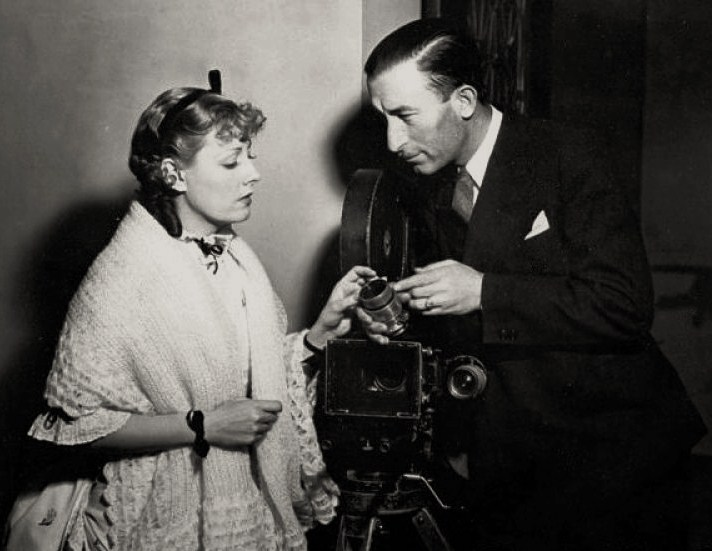
Actrița Irene Dunne cu directorul de imagine John J. Mescall pe platoul flmului Show Boat (Universal, 1936)

John J. Mescall, A.S.C. (n. 10 ianuarie 1899, Litchfield⁠(d), Illinois, SUA – d. 10 februarie 1962, Los Angeles, California, SUA) a fost un director de imagine american. A realizat imaginea unor filme mute precum The Student Prince in Old Heidelberg  (1927 regizat de Ernst Lubitsch), dar este cel mai cunoscut mai ales pentru munca sa din anii 1930 la Universal Pictures, unde a lucrat deseori la filmele regizorului James Whale.  
Mescall a fost faimos pentru evoluția sa elaborată (unii ar putea spune grandioasă), pentru mișcările eficiente ale camerei, în care camera de multe ori se rotea complet peste sau în jurul unui platou, sau chiar în jurul unui interpret (ca de exemplu în jurul lui Paul Robeson în timp ce cântă Ol 'Man River în versiunea de film din 1936 a muzicalului Show Boat.

## Lucrări apreciate
Mireasa lui Frankenstein (1935) și Show Boat (1936), ambele regizate de James Whale, sunt în general considerate cele cele mai mari realizări ale cinematografiei lui Mescall. În primul film, unghiurile sale distinctive au contribuit foarte mult la scena remarcabilă care înfățișează creația miresei. Mescall a contribuit, fără a menționat, la filmul lui Whale Omul invizibil (1933). 
Mescall a realizat imaginea și pentru filmul The Road Back (1937) al lui Whale, o continuare fără succes a filmului care a câștigat Premiul Oscar pentru cel mai bun film, Nimic nou pe frontul de vest (1930). Ambele se bazează pe romanele lui Erich Maria Remarque. Deși vizual un film convingător, The Road Back a fost un eșec la box-office, în parte din cauza unei dispute de montaj între  Whale și producătorii executivi de la Universal, o dispută căreia i s-a făcut multă publicitate. În distribuția filmului s-au aflat actorii Noah Beery Jr. și Richard Cromwell. 

## Lucrări ulterioare
Din păcate, după filmul excesiv de sentimental din 1939, When Tomorrow Comes, cu Irene Dunne și Charles Boyer în cel de-al doilea film al lor împreună, Mescall a fost limitat să lucreze într-o serie de filme mediocre, cu excepția filmului gotic noir din 1944, Apele întunecate, cu Merle Oberon, Franchot Tone și Thomas Mitchell în rolurile principale. El a realizat imaginea a două filme cu Sonja Henie la Twentieth Century-Fox, și a contribuit, de asemenea, necreditat la filmul din 1944 The Bridge of San Luis Rey bazat pe un roman omonim de Thornton Wilder. A avut o singură nominalizare la premiul Oscar, destul de ciudat, nu pentru munca sa la filmele clasice Universal (care a inclus și filme precum The Cat Black de Edgar G. Ulmer), ci pentru lucrul său la imaginea filmului de comedie romantică din 1942, Take a Letter, Darling în care au apărut vedetele Fred MacMurray și Rosalind Russell. 

## Filmografie parțială
- From the Ground Up (1921)
- Watch Your Step (1922)
- The Wall Flower (1922)
- Gimme (1923)
- Three Weeks (1924)
- Satan in Sables (1925)
- Oh! What a Nurse! (1926)
- The Student Prince in Old Heidelberg (1927)
- Walking Back (1928)
- Captain Swagger (1928)
- The Leopard Lady (1928)
- The Shady Lady (1928)
- Love Over Night (1928)
- Sin Takes a Holiday (1930)
- Big Money (1930)
- The Invisible Man (1933)
- The Black Cat (1934)
- Bride of Frankenstein (1935)
- Show Boat (1936)
- Josette (1938)
- When Tomorrow Comes (1939)
- South of Pago Pago (1940)
- Take a Letter, Darling (1942)
- Dark Waters (1944)